# سي جيه فيرغارا
كارلوس فيرغارا (بالإنجليزية: Carlos Vergara؛ مواليد 18 يونيو 1991) هو مُقاتل فنون قتالية مختلطة أمريكي.

## وصلات خارجية
- سي جيه فيرغارا على موقع شيردوغ (الإنجليزية)
- سي جيه فيرغارا على موقع IMDb (الإنجليزية)